# Río Zanskar
El río Zanskar es un río de India, el primer afluente de importancia del río Indo, de caudal igual o mayor que el río principal, que fluye enteramente por el tehsil (subdistrito) de Ladakh, en el estado de Jammu y Cachemira. Se origina al noreste de la Gran Cordillera del Himalaya y drena tanto el Himalaya como la cordillera Zanskar dentro de la región de Zanskar. Fluye hacia el noreste para unirse al río Indo cerca de la aldea de Nimo.

## Etimología
Zanskar (Zangs-kar) significa 'cobre blanco' o latón.

## Curso

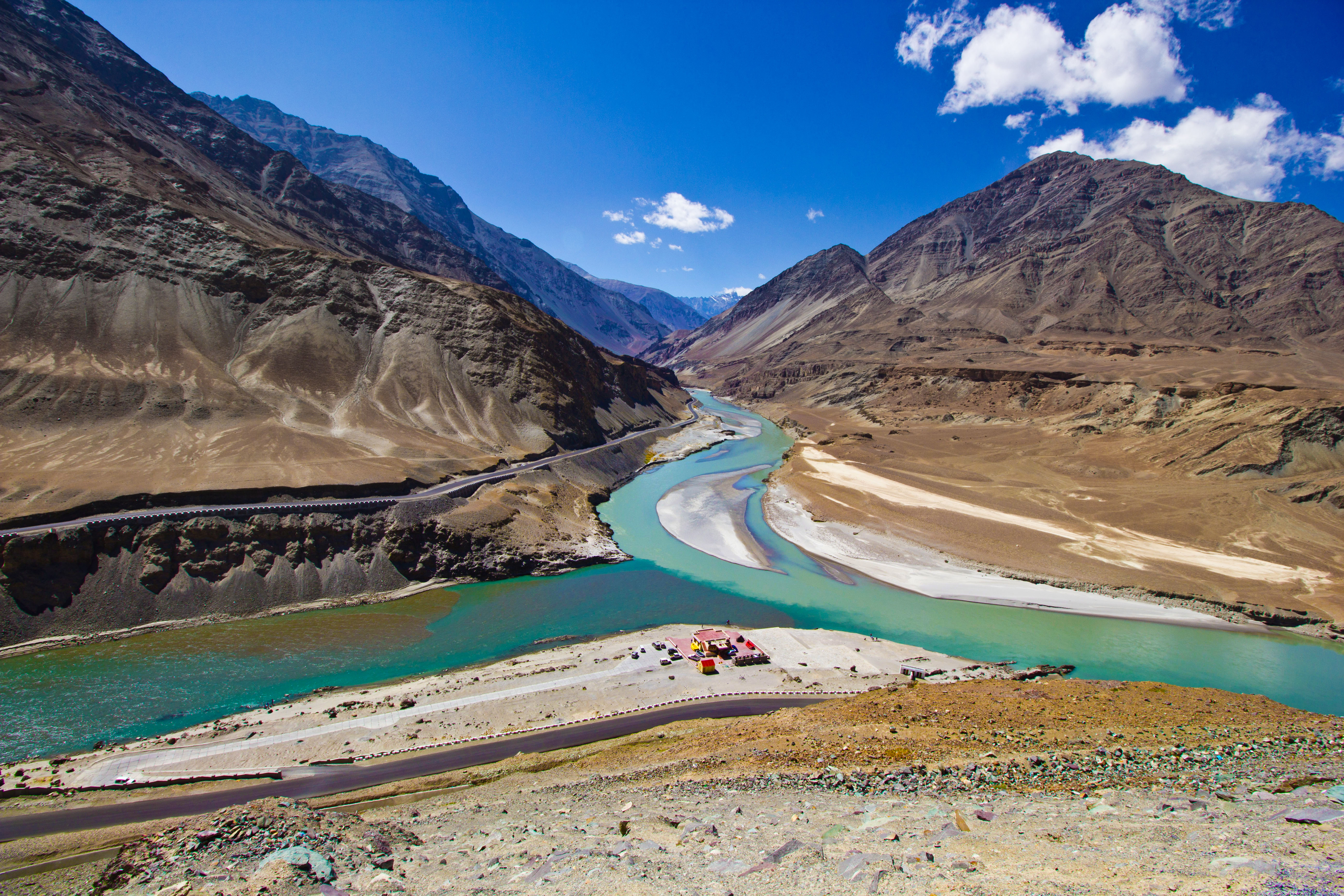
La confluencia del Zanskar (arriba) y el Indo (abajo, fluyendo de izqda. a dcha.) está a 3 km al sureste de la aldea de Nimmu.

En su curso alto, el Zanskar tiene dos brazos principales. El primero de ellos, el Doda, tiene su origen cerca del puerto de montaña Pensi-la, a 4400 m, y fluye hacia el sudeste a lo largo del valle principal de Zanskar que conduce hacia Padum, la capital de Zanskar. El segundo brazo está formado por dos afluentes principales conocidos como el río Kargyag, que nace cerca de Shingo La a 5091 m, y el río Tsarap, que nace cerca de Baralacha-La. Estos dos ríos se unen debajo del pueblo de Purne para formar el río Lungnak (también conocido como Lingti o Zarap). El río Lungnak fluye luego hacia el noroeste a lo largo de un estrecho desfiladero hacia el valle central de Zanskar (conocido localmente como gzhung khor), donde se une con el río Doda para formar el río principal de Zanskar. Este río luego toma un curso nororiental a través de la espectacular gargante del Zanskar hasta que se une al Indo cerca de Nimmu, en Ladakh.

## Turismo

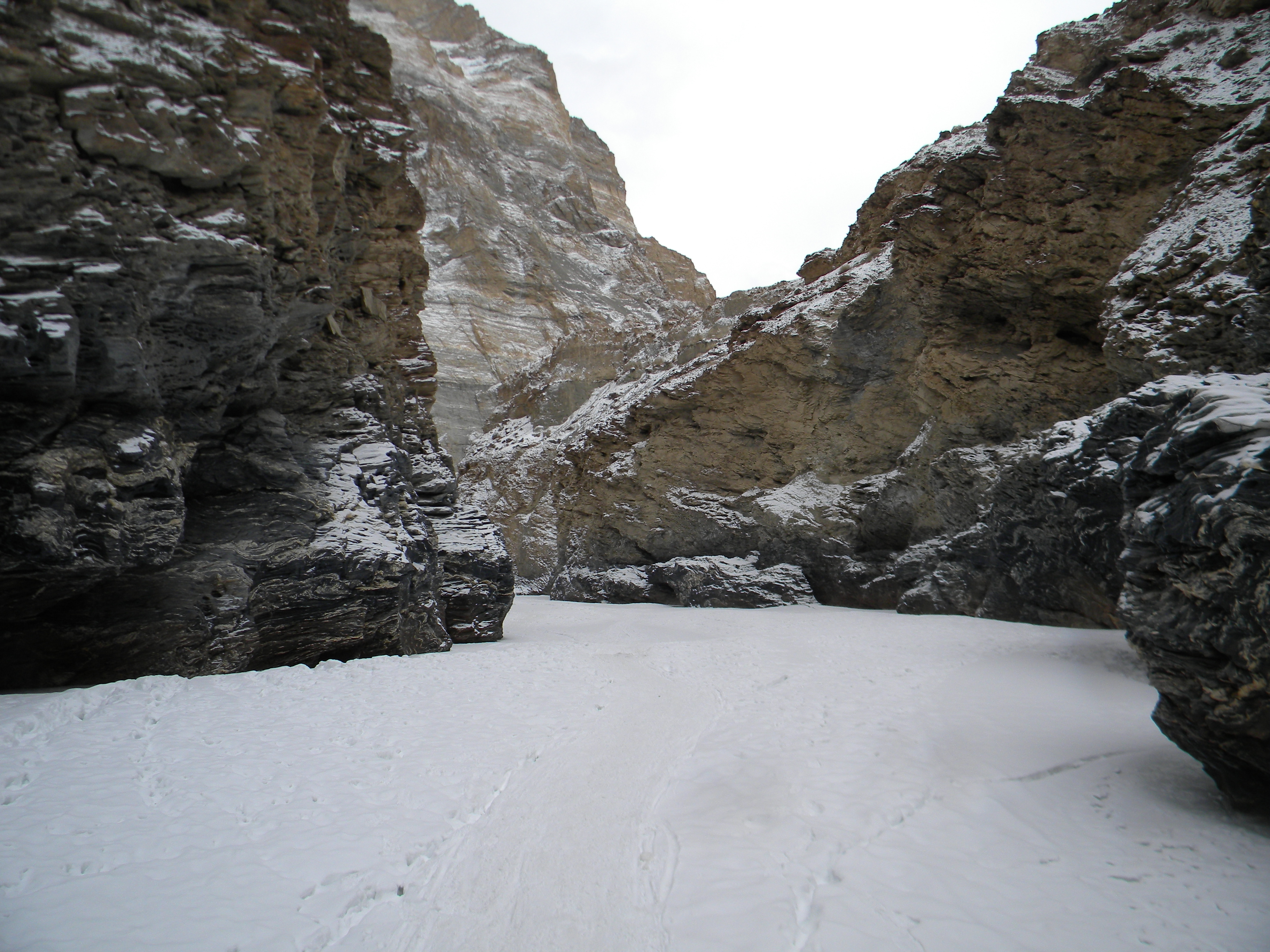
La garganta helada del Zanskar

Las secciones más bajas (del norte) de ese desfiladero son populares en verano entre los turistas que hacen viajes de rafting, típicamente desde Chiling a Nimmu. En invierno, cuando el camino a Zanskar está cerrado por la nieve en los pasos altos, la única ruta por tierra hacia Padum es caminando a lo largo del río congelado, una caminata de varios días que ahora se vende como una actividad de aventura llamada la «Caminata del Chadar». Esta caminata finalmente quedará obsoleta una vez que se complete la carretera de Chiling a Padum .